# 醍醐の花見

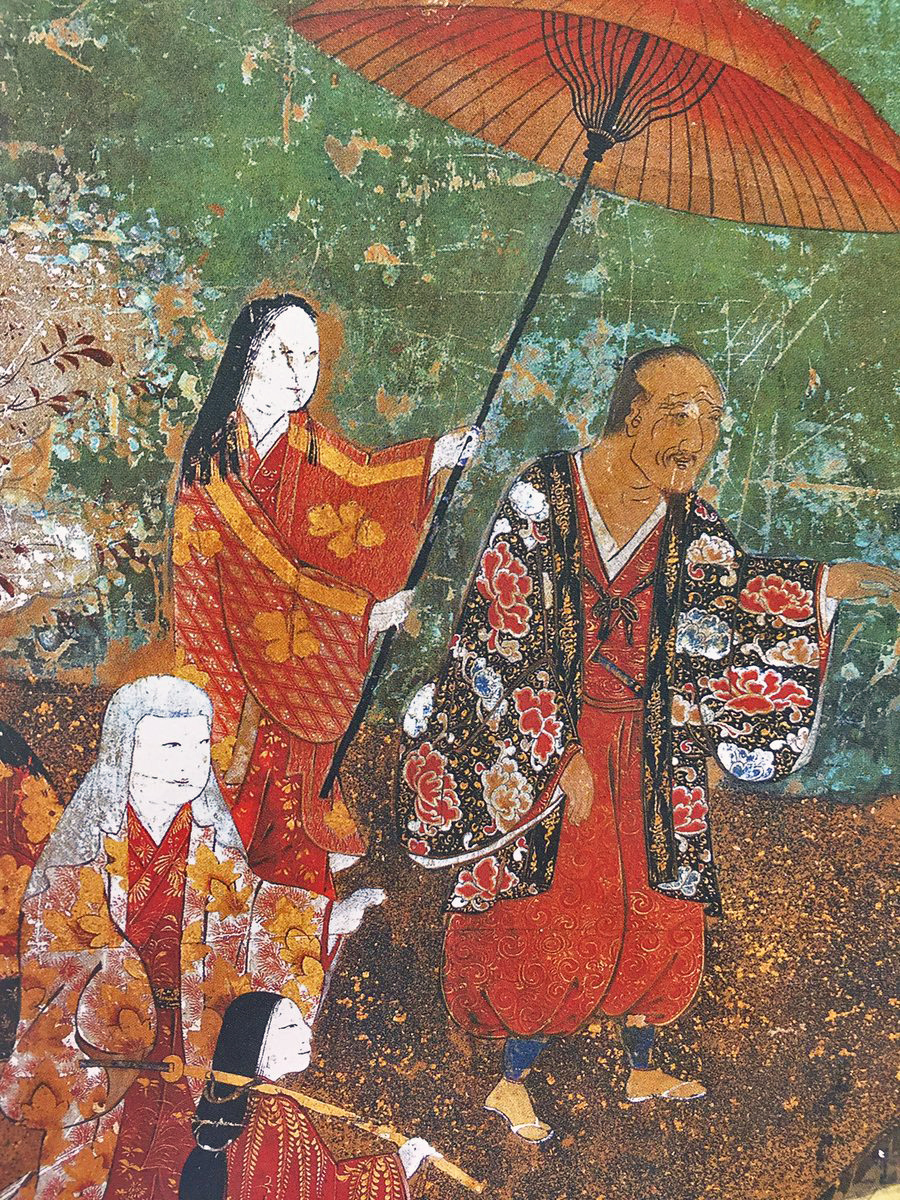
『醍醐花見図屏風』（重要文化財、国立歴史民俗博物館蔵）に描かれた豊臣秀吉と北政所。

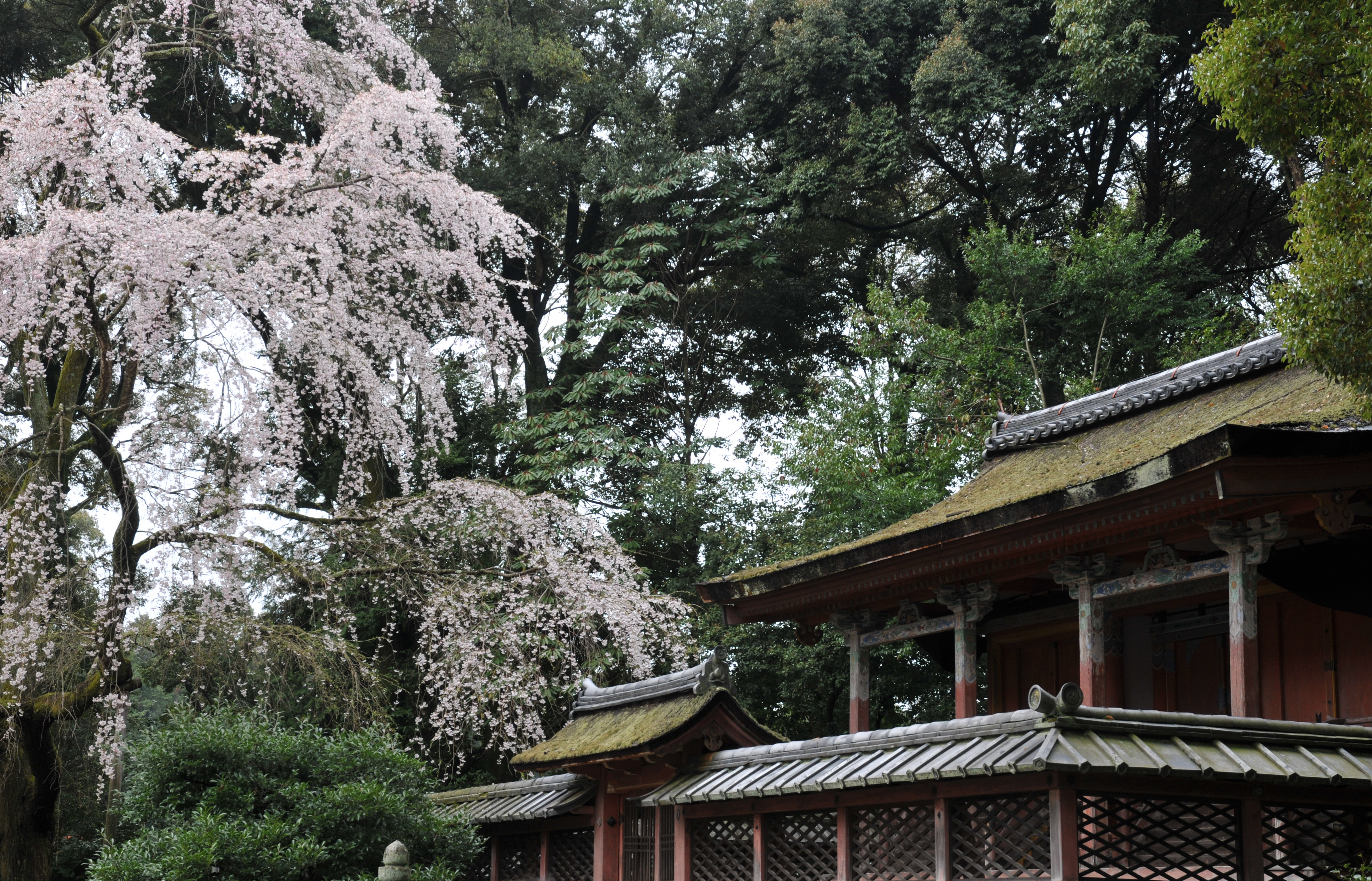
醍醐寺の清瀧宮本殿と桜

醍醐の花見（だいごのはなみ）は、慶長3年3月15日（1598年4月20日）、豊臣秀吉がその最晩年に京都の醍醐寺三宝院裏の山麓において催した花見の宴。九州平定直後に催された北野大茶湯と双璧を成す、秀吉一世一代の催し物として知られる。

## 概要
豊臣秀吉は豊臣秀頼・北政所・淀殿ら近親の者を初めとして、諸大名からその配下の女房女中衆約1300人を召し従えた盛大な花見を催した。この花見の開催に際しては、醍醐寺第80代座主である義演が大きく関与したとされる。応仁・文明の乱の後に荒廃していた醍醐寺を復興し、同寺中興の祖ともいえる義演は、秀吉の帰依を得て良好な関係を築いていたが、秀吉の死期が近いことを感じ取ると、一代の華麗な英雄の最後にふさわしい大舞台をしつらえるために、あちこちにそれとなく手配をしてこの醍醐の花見を実現させたともいう。秀吉はこの花見の約5か月後に没した。なお、秀吉はこれに先立つこと4年の文禄3年（1594年）春に、天下統一を成し遂げて文禄の役も一段落したころに、桜の名所・吉野山で「豊公の吉野の花見」を催している。
この花見で詠まれた和歌の短冊は今も｢醍醐花見短籍｣（重要文化財）として三宝院に保管されている。
醍醐寺では、現在でもこれにちなんで毎年4月の第2日曜日に「豊太閤花見行列」を催している。

## 内容
記録に残る醍醐の花見当日の輿の順は、1番目に北政所、2番目に西の丸殿（淀殿）、3番目に松の丸殿、4番目に三の丸殿、5番目に加賀殿、前田利家正室・まつが続いた。宴会の席では、正室である北政所の次に杯を受けるのを淀殿と松の丸殿が争い、北政所とは家族ぐるみの長い付き合いのまつが「歳の順から言えばこの私。」と申し出て、その場を収拾したという話が伝わっている。諸大名は伏見城から醍醐寺までの沿道の警備や、会場に設営された八番の茶屋の運営などにはあたったが、花見に招かれた約1,300人の客は女性ばかりで、秀吉・秀頼の他には唯一前田利家の名が客人として見えるのみである。
- 花見の責任者に奉行の前田玄以を任命し、秀吉自ら下見のために醍醐寺へ足繁く通い、殿舎の造営や庭園の改修を指揮し、醍醐山の山腹にいたるまで、伽藍全体に700本の桜を植樹した[1]。
- 場内には八番の茶屋が設けられ、茶会や歌会が催されたほか、湯殿のある茶屋もあった[6][1]。
- 参加した女性たちには2回の衣装替えが命じられ、一人3着ずつ着物が新調され、衣装代だけで2015年現在の39億円に相当する金額がかかった[8]。
- 後年に制作された「醍醐花見図屏風」（国立歴史民俗博物館蔵）には花見の想像図が描かれている。

## ギャラリー

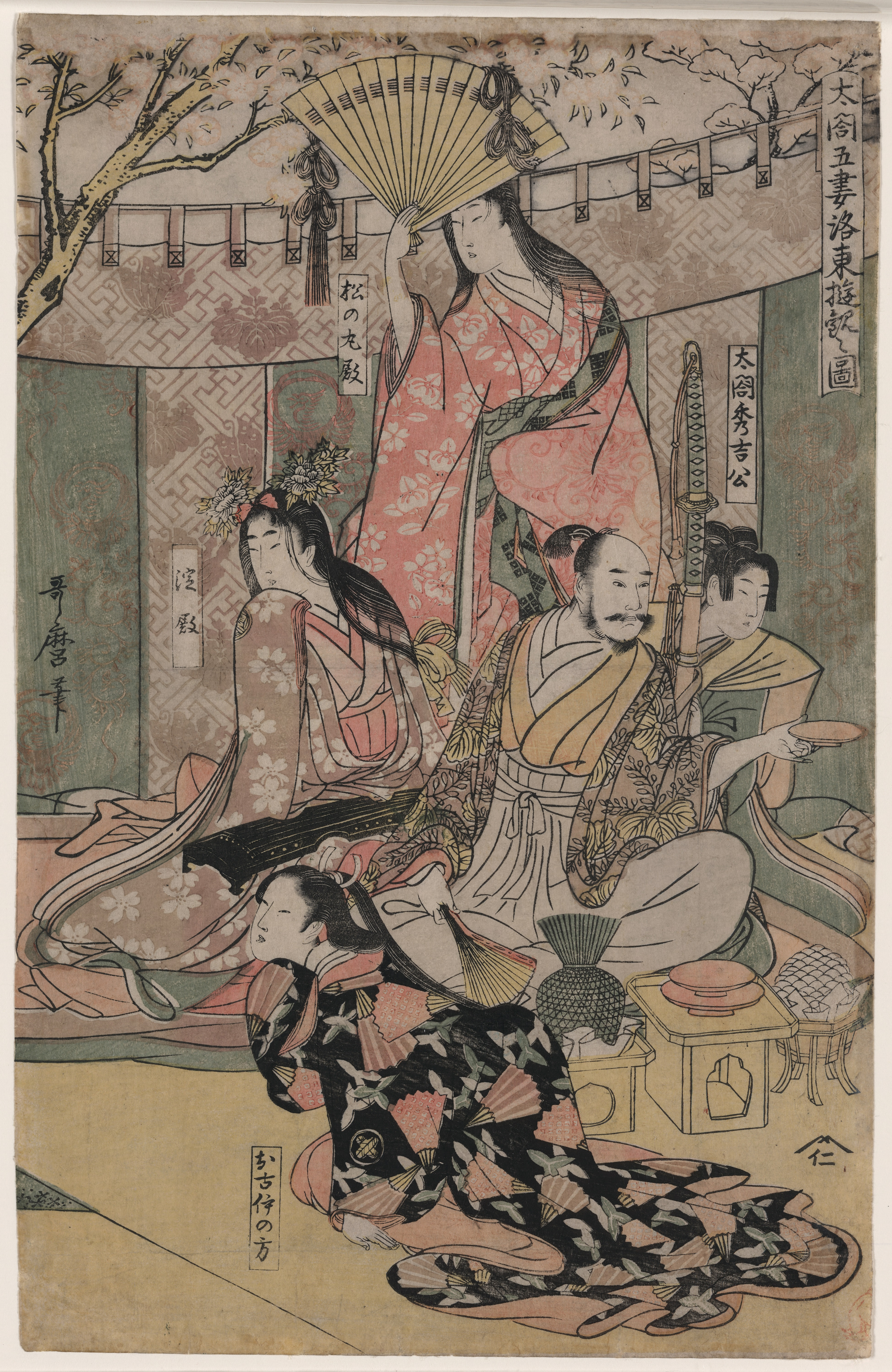
喜多川歌麿作「太閤五妻洛東遊観之図」。醍醐の花見を題材にした浮世絵で、歌麿が江戸幕府に処罰される契機の作品。
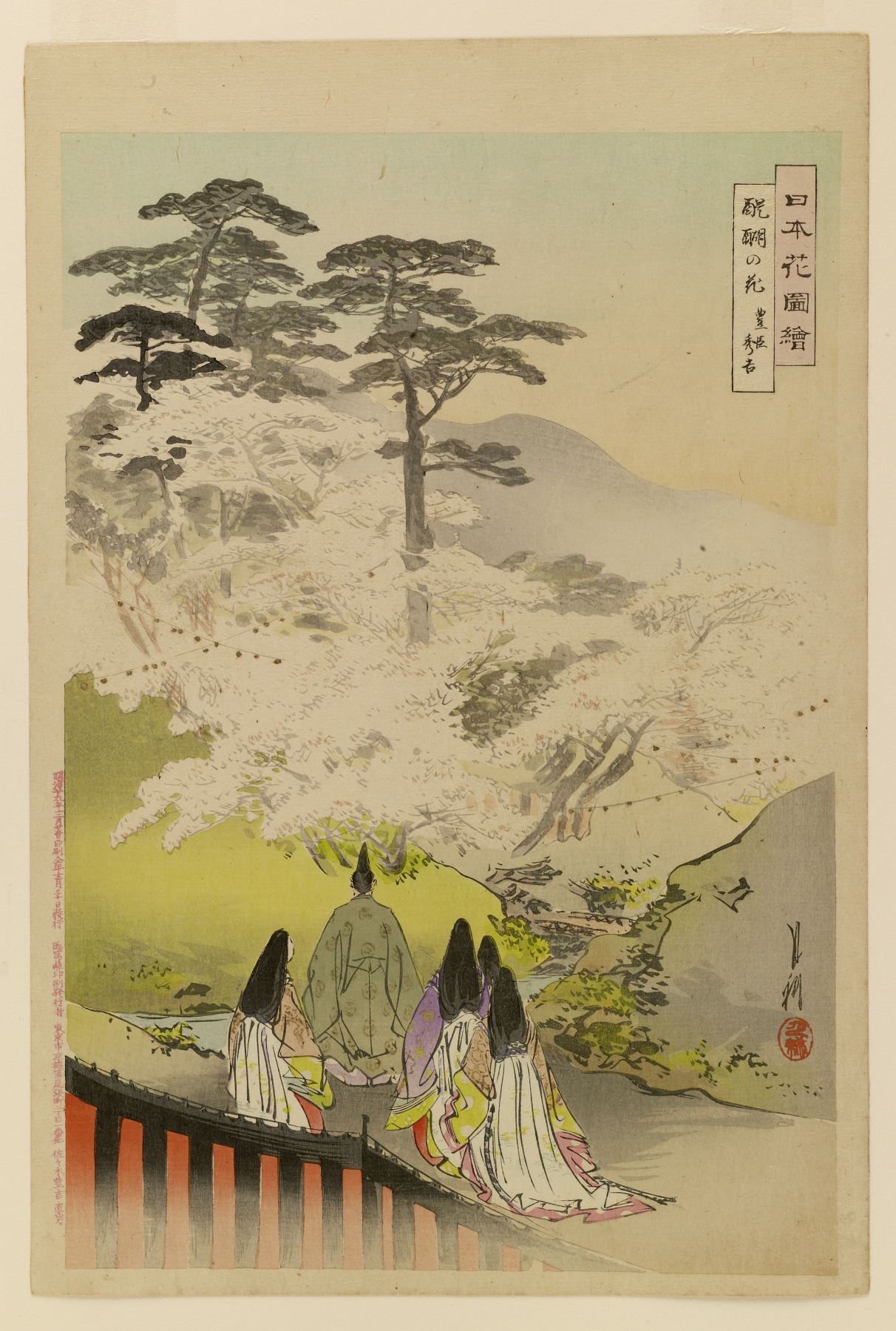
『醍醐の花』（尾形月耕『日本花図絵』）
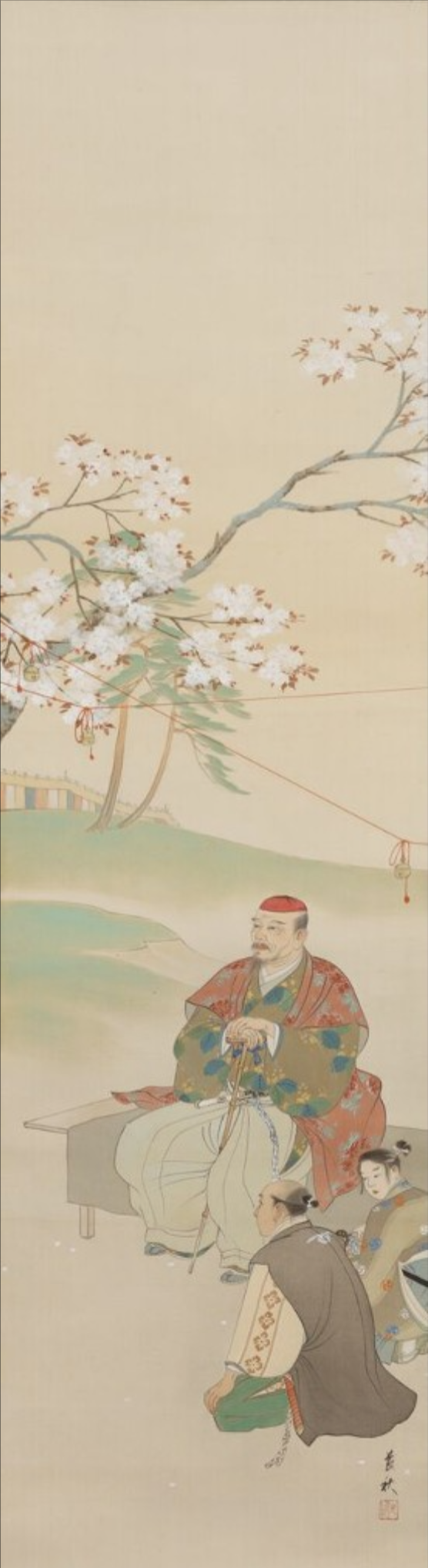
磯田長秋作「醍醐の花見」、船橋市教育委員会所蔵、1937年。
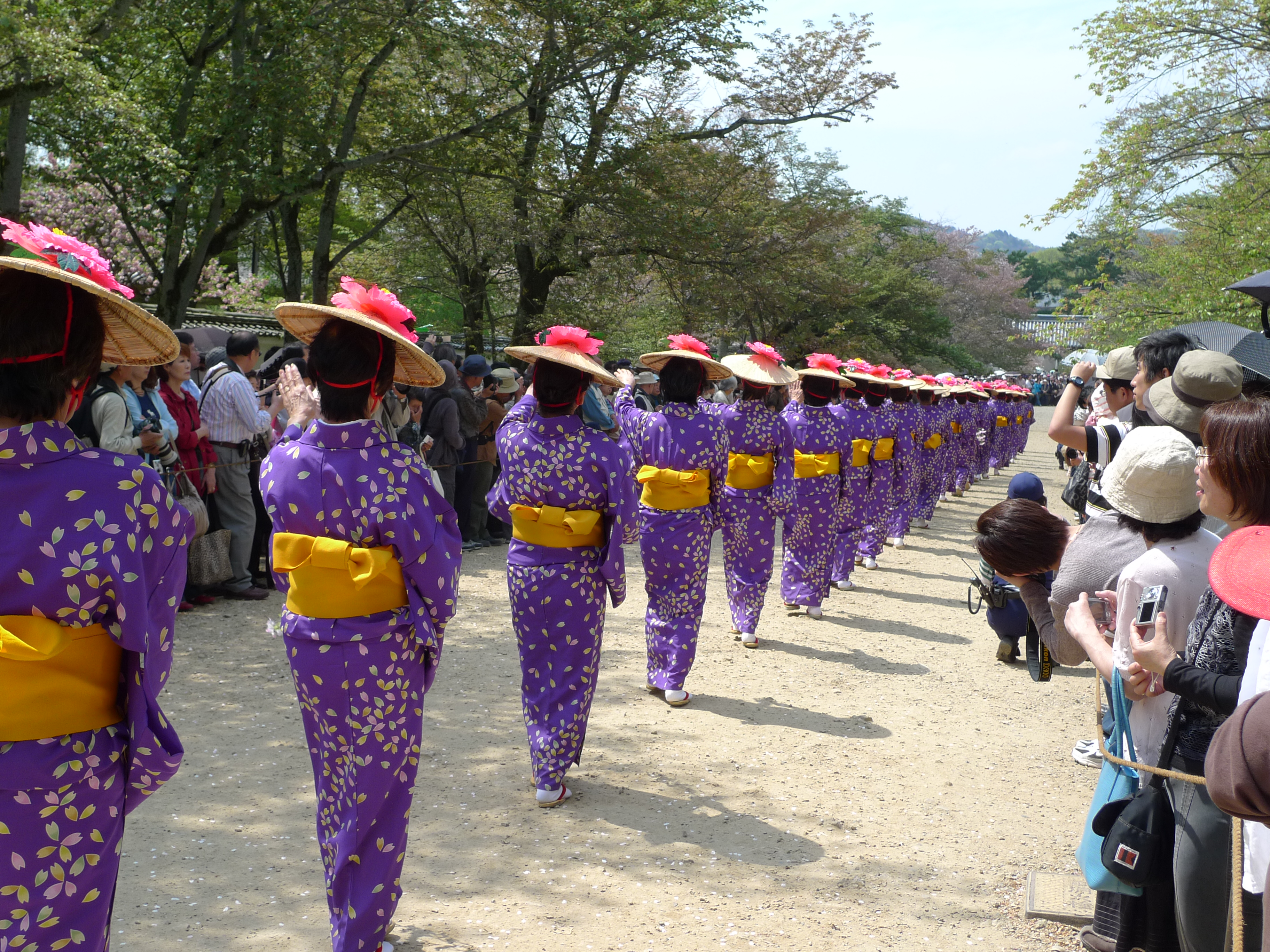
豊太閤花見行列（醍醐寺）